# Mellicta ligustica
Mellicta ligustica är en fjärilsart som beskrevs av Rocci 1932. Mellicta ligustica ingår i släktet Mellicta och familjen praktfjärilar. Inga underarter finns listade i Catalogue of Life.